# Brachylomia fulvipicte
Brachylomia fulvipicte är en fjärilsart som beskrevs av Max Wilhelm Karl Draudt 1950. Brachylomia fulvipicte ingår i släktet Brachylomia och familjen nattflyn. Inga underarter finns listade i Catalogue of Life.